# Секељ (насеље)
Секељ (мађ. Székely), је општина у жупанији Саболч-Сатмар-Берег, котар Кемечки у Регији велике северне равнице, Мађарска.

## Демографија села
Секељ има 1.116 становника по попису из 2001. године, што му даје густину насељености од 69,4 становника по km²

## Географија
Секељ захвата површину од 16,08km²
Латитуда: 48° 3′ 31.1″ N 48.05864°
Лонгитуда: 21° 56′ 1.5″ E 21.93375°

## Историја
Ово је једно од најстаријих насеља жупаније Саболч-Сатмар-Берег. Насеље је добило име по Секељима, који су чували и одржавали насип а доселили су се у, по неким подацима, 11. веку. У званичним документима име места се први пут помиње у 13. веку.

## Знаменитости
- Копф Руски каштел, дворац из средњег века.